# (37424) 2001 YA3
2001 YA3 (asteroide 37424) é um asteroide da cintura principal. Possui uma excentricidade de 0.18693850 e uma inclinação de 12.68660º.
Este asteroide foi descoberto no dia 19 de dezembro de 2001 por Charles W. Juels em Fountain Hills.